# 高麗若光
高麗 若光（こま の じゃっこう）は、奈良時代の豪族。高句麗の宝蔵王の息子である。氏姓は高麗王（こま の 「こにきし」または「こきし」)。
官位は従五位下。

## 出自
外国の王族の子孫を意味する姓（カバネ）である王（「こにきし」、または「こきし」）の賜与を受けており、高句麗王族である。高麗若光は別名を「玄武若光」といい、玄武は「黒・北」に通じるため、北部の末裔と考えられる。

## 経歴
『日本書紀』天智天皇5年（666年）10月26日条に、高句麗から日本に派遣された使節の一員に玄武若光なる人物がいたとの記述がある。
ついで『続日本紀』大宝3年（703年）4月4日条に、従五位下高麗若光に王（「こにきし」、または「こきし」）のカバネを与えたとの記述がある。『日本書紀』の玄武若光と『続日本紀』の高麗若光が同一人物ではない可能性もある。高麗若光は使節ではなく、高句麗王の息子であって帰化した際、王（「こにきし」、または「こきし」）の賜与を受けた。
霊亀2年（716年）、武蔵国に東海道7ヶ国から1799人の高句麗人を移住させ、高麗郡を設置しているが、若光もその一員として移住したものと推定されている。

## 墓所・霊廟
埼玉県日高市新堀にある聖天院勝楽寺は高麗氏の菩提寺で、若光の三男とされる聖雲が建立した。寺の雷門手前右側に、若光の墓とされる高麗王廟があり、聖天院本堂左側には若光の銅像がある。